# Scierie hydraulique
Une scierie hydraulique ou scierie à eau est une installation mécanique qui utilise la force de l'eau pour faire fonctionner des machines de coupe de bois. Elles ont été largement utilisées depuis l'antiquité et jusqu'à la révolution industrielle. Les scies sont typiquement entraînées par une roue à aubes au moyen d'une bielle. Grâce au même mécanisme, les troncs d'arbres sont poussés peu à peu contre les scies. Plusieurs lames de scies peuvent être montées parallèlement pour accélérer la découpe des troncs en planches ou poutres.

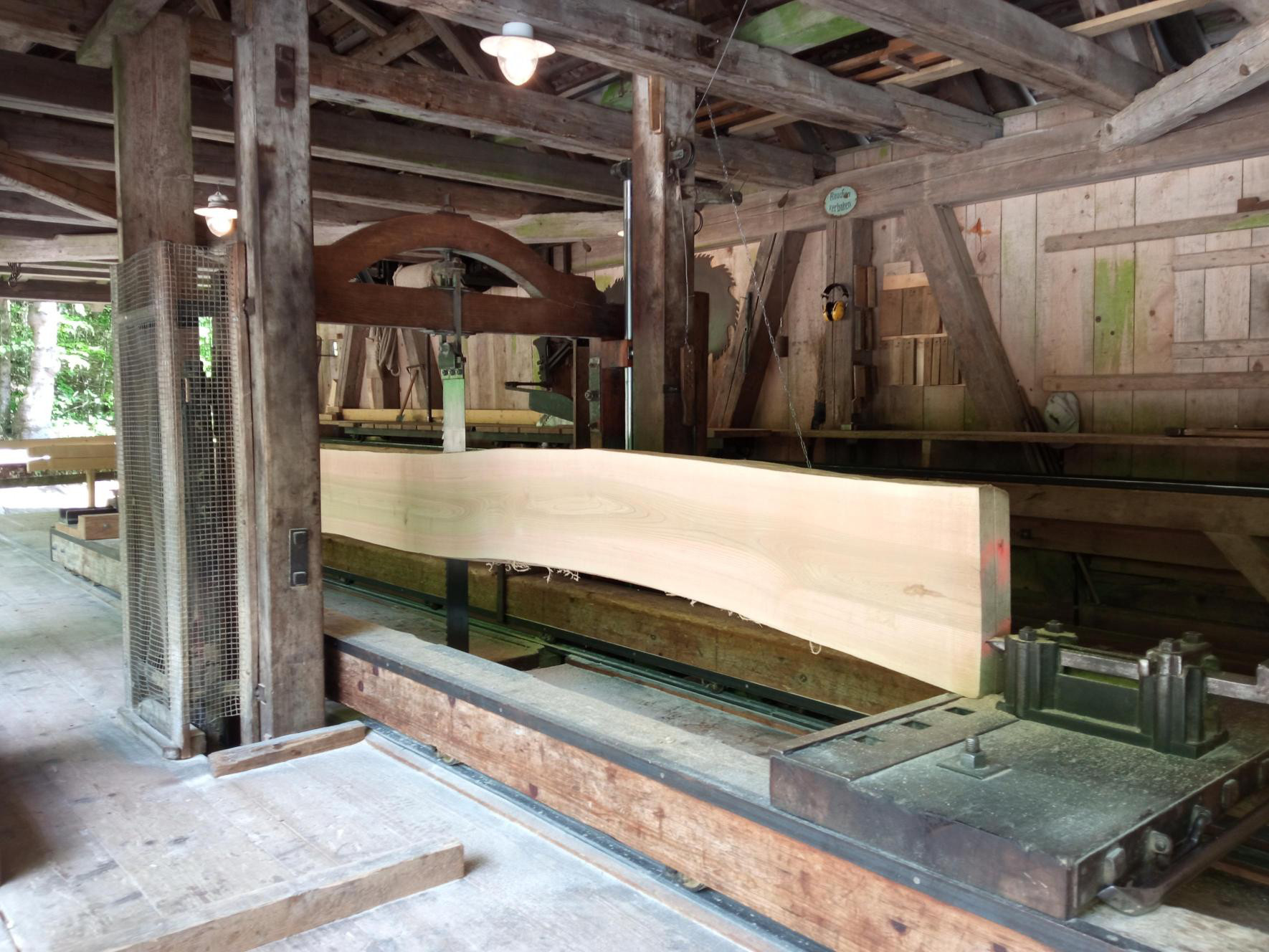
Scierie hydraulique du musée de Ballenberg en Suisse.

Des scieries, et de petits ateliers de transformation du bois tels saboterie, tournerie, boissellerie, menuiserie étaient et sont toujours activés par la force hydraulique.
Dans les Vosges, contrairement aux moulins situés au cœur des hameaux et aujourd’hui quasiment tous disparus, les scieries ont mieux résisté à la pression immobilière en raison de leur localisation à la périphérie des bourgs, à proximité de la forêt et le long d’un cours d’eau trop petit pour nécessiter le renouvellement de son exploitation au cours du XXe siècle.

## Historique

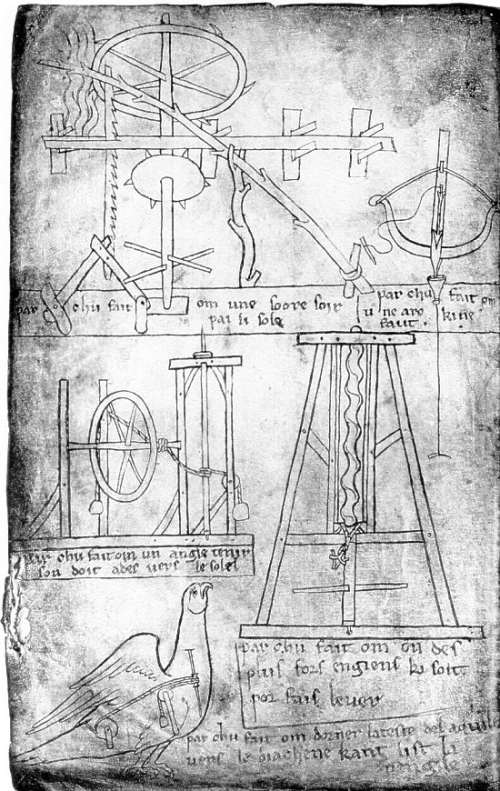
Scie à eau de Villard de Honnecourt.

Il existe des preuves de l'existence de scierie à eau dès l'antiquité ainsi que dans l'empire byzantin.
Les premières scieries à eau ont été construites en Europe au XIIIe siècle. Il existe une illustration de Villard de Honnecourt datant de 1250,. Au fil du temps, les technologies ont évolué pour permettre une production de masse plus efficace. Au XVIIIe siècle, les scieries à eau étaient les principales sources de bois d'œuvre pour la construction navale et la construction de bâtiments.
Les scieries à eau ont également joué un rôle important dans le développement économique des États-Unis. Au début du XIXe siècle, les États-Unis comptaient environ 31 000 scieries, dont la grande majorité étaient des scieries à eau. Ces scieries ont fourni une grande partie du bois nécessaire pour la construction des premières villes et des infrastructures de transport.

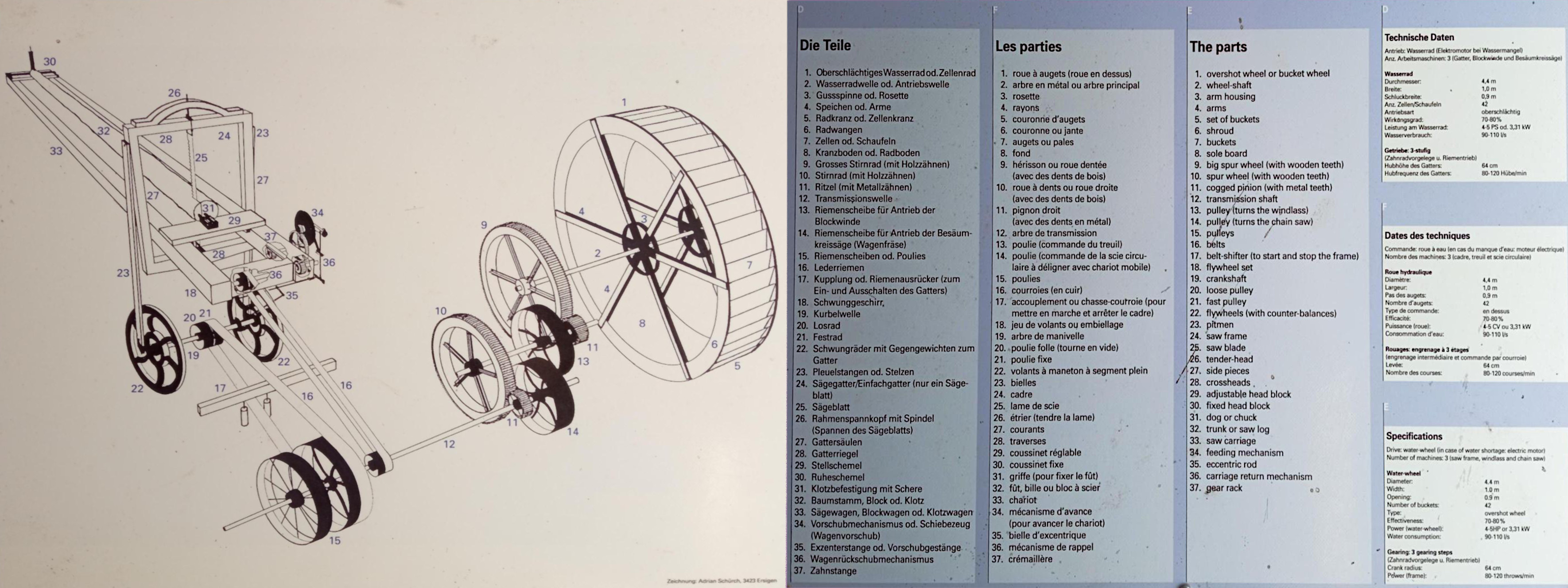
Schéma explicatif de la scierie hydraulique de Ballenberg en Suisse.

Aujourd'hui, il ne reste que quelques scieries à eau en activité, principalement pour des raisons historiques et touristiques.

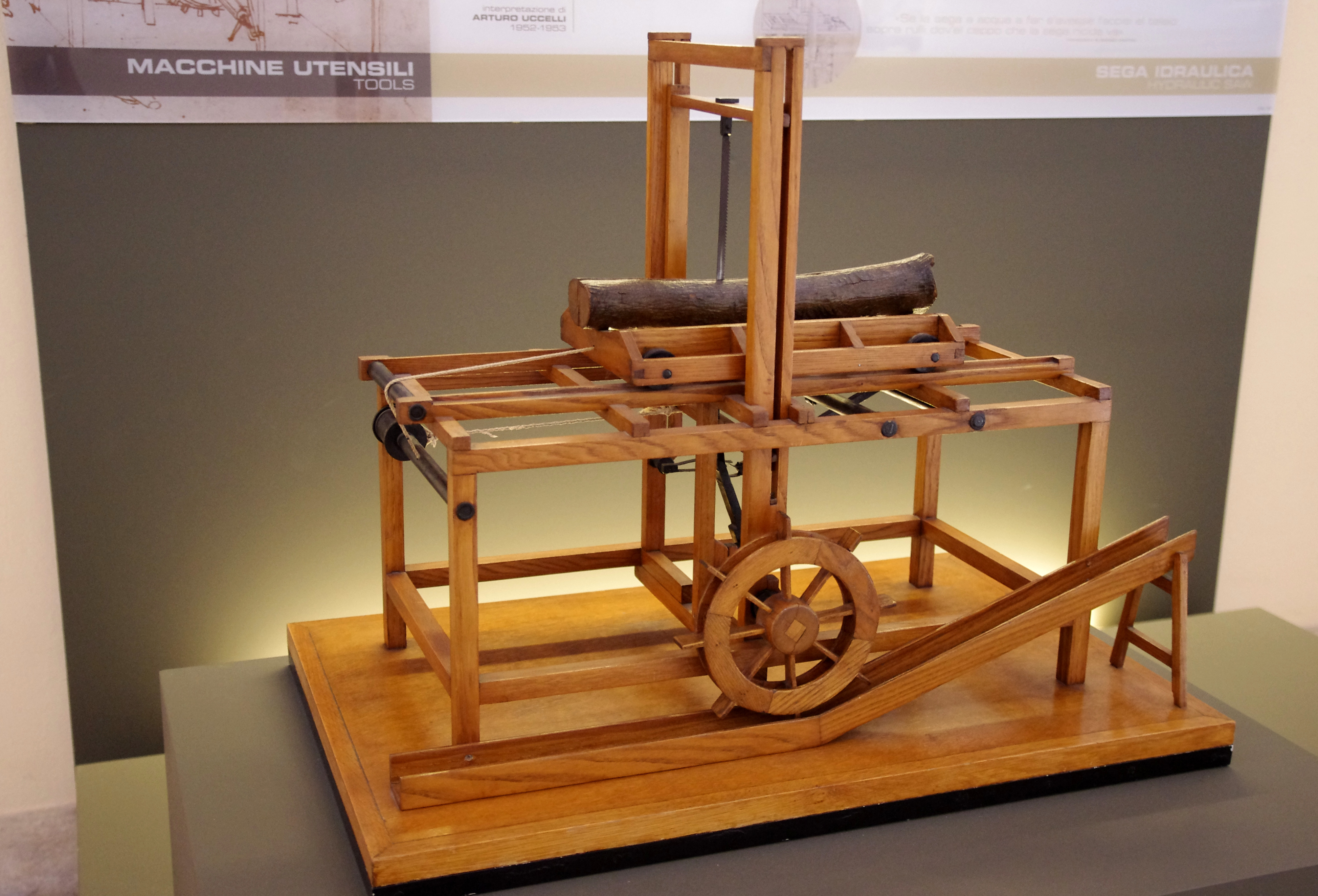
Modèle de scie hydraulique conçu par Léonard de Vinci au musée national des sciences et de la technologie de Milan.

## Exemples de scieries hydrauliques
- Scierie de Hiérapolis
- Scierie du Lançoir
- Scierie de la Hallière
- Scierie de Ban-de-Laveline
- Scierie de Mandray
- Scierie des Planches
- Moulin de Saint-George
- Scierie d'Åsens
- Bassin à grumes